# Ерик Кульм (актор)
Ерік Кульм (народився 19 жовтня 1990 у Варшаві) — польський актор кіно, телебачення і театру. Лауреат премії ім. Збишека Цибульського (2022) та Орел за найкращу головну чоловічу роль у фільмі Філіп (2022).

## Біографія
Народився у Варшаві 19 жовтня 1990 року. Він є онуком Еріка Кульма, багаторічного (33 роки плавання) розважальний референт на М. С. Баторія, і сина музиканта Ерика Кульма.
Завдяки приємній зовнішності став впізнаваним, граючи навіть епізодичні ролі. Дебютував у фільмі Pręgi (2004). У 2016 році закінчив Театральну академію ім. Олександра Зельверовича у Варшаві. Пов'язаний, з варшавськими театрами: Capitol, Collegium Nobilium і Kwadrat.
За головну роль у фільмі Філіп (2022) отримав Орла за найкращу головну роль, премію ім.. Збишека Цибульського, яка вручається молодим акторам, котрі вирізняються своєю індивідуальністю та премія ім. Ельжбета Чижевська за найкращу чоловічу роль на Фестивалі польського кіно в Нью-Йорку.
З 2024 року грає в серіалі Коли весілля?.

## Важливіші ролі

### Фільми та серіали
- 2004: Ребра
- 2010: Mała Matura 1947 як Богдан Розенфельд
- 2010: Невеликий підсумковий іспит 1947 (серіал) як Bogdan Rosenfeld (епізоди 2, 3, 4)
- 2010—2015: Кольори щастя як Куба, друг Губерта
- 2012: Закон Агати як Томек (епізод 22)
- 2013: Комісар Алекс як Сінек (еп. 29)
- 2013: Отець Матеуш — Олек Піотровський (епізод 134)
- 2014: Stones for the Rampart за роль Яна Родовича «Анод»
- 2016: Бодо в ролі Кароля Гануша
- 2016: Бодо (серіал) — Кароль Гануш
- 2016: Отець Матеуш — Збишек Фабісяк, брат Ружі (епізод 192)
- 2017: Прекрасна епоха в ролі Зигмунта Казанецького, помічника Єлінека
- 2018—2019: Дівчата війни — кларнетист Тадеуш, чоловік Зосі
- 2019: Краща половина
- 2019: Мова птахів — Joseph
- 2019: Пілсудський як хлопчик на побігеньках
- 2020: Полот як Діонісій
- 2020: Не турбуйтеся про мене як Патрик Валіцький
- 2020: Отець Матеуш — Мацей Коцур (серія 309)
- 2021: Цудак як ватажок
- 2021: Кухня як шеф-кухар Ігор Юрченко
- 2021: Заклад зачинено у ролі Бартоша Скомпі «Барт»
- 2021: Смерть Зигельбойма в ролі Авраама Блюма
- 2022: Ніщо в тобі мене не лякає як Юрій
- 2022: Філіп у ролі Філіпа[7]
- 2022: Зберігайте спокій як поліцейський Яцек
- 2023: Свекрухи 2 у ролі Яна Шнайдера, партнер Малгожати
- 2023: Липово. Змова мовчання як Marek Ziętar
- 2023: Клятва Ірени — Абрам Клінгер
- 2023: <i id="mwkg">Клара</i> в ролі Герарда, кота Клари
- 2024: Коли весілля? як Ентоні «Тосєк» Свєнтоянський[8]

### Телевізійні шоу
- 2016: Треш-історія або мистецтво (не)пам'яті
- 2020: Привіт, Привіт, це говорить Варшава, як Владислав Шпільман

## Нагороди
- 2015: Премія SFP за роль Воланда у виставі «Майстер і Маргарита» на Міжнародному фестивалі театральних шкіл ITSelF у Варшаві

## Виноски
1. 1 2 3 4  https://www.filmpolski.pl/fp/index.php?osoba=1160975
2. 1 2 3  Eryk Kulm на сайті  filmpolski.pl (пол.)
3. ↑  O barwnym życiu i miłości do jazzu. Perkusista Eryk Kulm w Sobota cafe (пол.). radiogdansk.pl. Процитовано 15 червня 2021.
4. ↑  JazzPRESS - Eryk Kulm (1952-2019). jazzpress.pl. Процитовано 15 червня 2021.
5. ↑  Bartosz Świderski (3 лютого 2020). Młody aktor przeszedł operację nosa. Pokazał zdjęcie, na które aż trudno jest patrzeć. naTemat.pl. Процитовано 10 вересня 2021.
6. ↑  Ten młody aktor zachwycił. Eryk Kulm jr. laureatem ważnej nagrody. pap.pl. 12 грудня 2022.
7. ↑  Filip. filmpolski.pl (пол.). 20 вересня 2022.
8. ↑  KIEDY ŚLUB? – trwają zdjęcia do nowego komediodramatu CANAL+ (пол.)